# 企業情報システム
企業情報システム（きぎょうじょうほうシステム、英: Enterprise information system, EIS）は、企業活動に利用される情報システムを指す。
企業は経営資源を利用して企業活動を行うが、IT（情報技術）の高度化に伴い、そのプロセスの大部分を情報システムに置き換えている。
企業情報システムは基幹系システム(mission-critical system)及び、その他の周辺システムから成り、組織の業務効率化やコスト削減、情報活用による戦略策定等に利用される。